# Samoklęski Małe (gromada)
Samoklęski Małe – dawna gromada, czyli najmniejsza jednostka podziału terytorialnego Polskiej Rzeczypospolitej Ludowej w latach 1954–1972.
Gromady, z gromadzkimi radami narodowymi (GRN) jako organami władzy najniższego stopnia na wsi, funkcjonowały od reformy reorganizującej administrację wiejską przeprowadzonej jesienią 1954 do momentu ich zniesienia z dniem 1 stycznia 1973, tym samym wypierając organizację gminną w latach 1954–1972.
Gromadę Samoklęski Małe z siedzibą GRN w Samoklęskach Małych utworzono 1 stycznia 1958 w powiecie szubińskim w woj. bydgoskim z obszarów zniesionych gromad Jarużyn i Tur w tymże powiecie (tymczasowa siedziba GRN w 1958 znajdowała się w Turze). Dla gromady ustalono 18 członków gromadzkiej rady narodowej.
W 1961 roku gromada miała 20 członków gromadzkiej rady narodowej.
Gromada przetrwała do końca 1972 roku, czyli do kolejnej reformy gminnej.
Zobacz też: gmina Samoklęski Małe.